# فالنتين ليبيديف
فالنتين ليبيديف (بالروسية: Валентин Витальевич Лебедев)‏ (و. 1942 – م) هو مهندس، وطيار، ورائد فضاء من الاتحاد السوفيتي، وروسيا . ولد في موسكو.
وهو عضو في الأكاديمية الروسية للعلوم .

## ريادة الفضاء
شارك في المهمات الفضائية:
- Soyuz 13
- Soyuz T-5
- Soyuz T-7.

## التعليم
تعلم في Moscow Aviation Institute

## جوائز
حصل على جوائز منها:
- ضابط وسام جوقة الشرف
- Medal "For Construction of the Baikal-Amur Railway"
- Pilot-Cosmonaut of the USSR
- Order For Services to the Fatherland 4th degree
- وسام لينين
- بطل الاتحاد السوفيتي
- Medal "For Merit in Space Exploration".

## الروابط الخارجية
- نبذة عن فالنتينا فيتيفيتش ليبيديف على الموقع الرسمي الأكاديمية الروسية للعلوم